# Шансон де жест
Шансон де жест (фр. chansons de geste) су Француске јуначке народне пјесме. Писане су на старофранцуском језику и приповиједале су о истинитим или легендарним догађајима претежно из доба Карла Великог. Сличне су Српским епским пјесмама само су много дуже. Садрже увијек исту палету ликова (неустрашиви херој, љепотица, издајица, див итд.). Већином су испјеване у десетерцу, а рјеђе у осмерцу или дванаестерцу. Најзаступљеније су биле у 11 и 12 в., али ниједна није сачувана у свом најранијем облику. О поријеклу ових пјесама постоје разне теорије, од тога да су настале из усмене народне традиције, па до тога да су то ауторска дјела самих средњовјековних извођача. Обично су их рецитовали путујући музичари по трговима старих француских градова, а често и уз музику. Дијеле се на три велика циклуса, а најпознатије и најстарије су Пјесма о Ролану, Пјесма о Гијому и Гормон и Изамбар.